# 里菜
里菜（りな、2000年6月18日 - ）は、日本のタレント、アイドルであり、女性アイドルグループLumiUnion（旧 浪江女子発組合）のメンバーである。
CROWN POPの元メンバー。
東京都出身。スターダストプロモーション所属。

## 人物
- 趣味はタップダンス、日本舞踊。特技：ダンス、卓球、すぐに眠れること[1]。得意なダンスジャンルはロックダンス。
- 愛称は「りなてぃー」「てぃー」[2]。
- 当初グループでは三田美吹とツインボーカルを務めることが多かった。メンバーの田中咲帆は「二人の声が時に力強く、時に青空のように美しかったりと、様々な色を見せてくれます。」をコメントしている[3]。
- 普段は基本ニコニコしていて、時折クールな部分を見せる[3]。三田美吹は里菜について、一見ヘラヘラしているように見えるが「ちゃんと物事を考えている」「あと私服がオシャレでセンスが良いです。」と紹介した[4]。
- カメラ好き。撮るだけでなく、カメラ自体を集めるのも好き[5]。
- 自身の見せ場について「さらなる歌のスキルアップを目指し、パフォーマンスの精度を上げていきたいです！ 私は歌の高音パートと100％以上の笑顔と高身長をいかしたダンスに注目してね」とアピールした[6]。
- 里菜の歌について、楽曲「なりたいガール」を提供したONIGAWARAの2人は次のようにコメントしている。「明るいんだけど硬くない声というか、やわらかいんだけど明るくて迫力もあってめちゃくちゃいい声だなって。曲を明るい雰囲気に変えられるのは、すごい天性のものだなって思いました」（斉藤伸也）、「すごく伸びやかだし、耳にパーンって入ってくるよね」（竹内サティフォ）[7]。
- 2021年5月2日、Zepp Tokyoにて開催した無観客配信ライブ「CROWN POP STYLE」にて最後のMCで「Zeppでライブをすると発表してからあっという間に時が進んで、意識しなくても今日がやってきたというか、こうして皆さんの前で配信ではありながらもライブを届けることができて本当に良かったです。ありがとうございます。今日を糧にさらにさらにステップアップしていけるように頑張るので、次は絶対有観客でZepp埋めたいと思います。」と語った[8]。
- 里菜フィーチャーソング「prism」がアルバム『LIFE』〈is beautiful盤〉に収録されている。

## 略歴
- 幼稚園の頃から新体操を8年間習い続け、小学2年生から芸能活動を始めると同時にレッスンでダンスを習い始めた。中学生の時にスターダストに所属[9]
- 2015年、CROWN POPの結成メンバーとなる。
- 2018年6月16日、フジさんのヨコにて月刊アイドル祭 VOL.10 ＜2部＞「OKANMURI祭2018 〜年刊てぃー祭 Vol.18〜」を開催。
- 2018年7月28日、埼玉・メットライフドームにて開催された「夏S 2018 ももクロトリビュート 〜みんなで10周年をお祝いしちゃうぞ！〜」で、高身長ユニット「GIANTS HORSE」に参加[10]。
- 2019年6月22日、錦糸町rebirthにて「CROWN POP生誕ソロミッション〜里菜のソロみが深い〜」を開催。
- 2021年6月5日、Yokohama Bay Hallにて「CROWN POP BOMB×2〜里菜生誕祭2021〜」を開催。
- 2021年11月18日、「THE FASHIONISTA presented by Up-T」にて第1位を獲得[11]。
- 2023年10月、WALLOPの番組『SHAKE UP WALLOP』に、ジグザグジギーの池田勝と火曜MCとして出演を開始。
- 2024年3月29日、浪江女子発組合に加入することが発表された[12]。
- 2024年7月、WALLOPの冠番組『里菜と池田のイケティるTV』が開始。
- 2024年8月8日、CROWN POP解散に伴い、同グループを卒業。
- 2024年11月22日放送開始の連続ドラマ『ラブライブ!スクールアイドルミュージカル the DRAMA』（毎日放送ほか）に鈴賀レナ 役として出演した。同役で舞台『スクールアイドルミュージカル』にも出演している（2025年2月の東京公演、4月の大阪公演）。

## 出演

### テレビ
- おはよう!世界水泳（テレビ朝日）
- 極上!!めちゃモテ委員長（テレビ東京）
- We Can☆47（2010年、BSフジ） - レギュラー
- コタローは1人暮らし（2021年6月5日、テレビ朝日）
- コアラモード.小幡康裕のガチンコスターダストプラネット（2021年8月17日、フジテレビNEXT） - 井上陽水「少年時代」を歌唱

### テレビドラマ
- ラブライブ!スクールアイドルミュージカル the DRAMA（2024年11月22日 - 、毎日放送） - 鈴賀レナ 役[13]

### 舞台
- 麗和落語〜二〇二三 夏の陣〜（2023年7月13日-17日、武蔵野芸能劇場） - オリジナル現代落語シリーズ
- 麗和落語〜二〇二四 春の陣〜 第一陣（2024年3月20日、武蔵野芸能劇場）
- TOKYO COL-CUL COMEDY〜RED〜（2024年5月17日-19日、東京カルチャーカルチャー） - オムニバスコメディ
- スクールアイドルミュージカル（2025年2月9日 - 19日、日本青年館ホール /  4月4日 - 6日、 大阪新歌舞伎座） - 鈴賀レナ 役（西田有愛とダブルキャスト）[14]

### 映画
- 傷だらけの悪魔（2017年2月4日公開、KADOKAWA）

### WEB番組
- SHAKE UP WALLOP（2023年10月 - 2024年6月、wallop） - ジグザグジギーの池田勝と火曜MC
- 里菜と池田のイケティるTV（2024年7月 - 、wallop 毎週火曜19:00 - ）[15][16]

### 雑誌
- 『ポ☆プリ』（麻布台出版社）
- 『キャラぱふぇ』（アスキーメディアワークス）
- 『中学生スタートブック2013』（小学館）
- 『小学三年生』（小学館）
- 『小学四年生』（小学館）
- 『ニコプチ』専属モデル（2014年4月卒業、新潮社）
- 『Girls★Stage』（主婦の友社）
- 『オリケシ はじめて作ろうBOOK』（アスキーメディアワークス）
- 『月刊カメラマン』（モーターマガジン社）
- 『進研ゼミ小学講座』（ベネッセコーポレーション）
- 『読売KODOMO新聞』（読売新聞社）
- 『アイラブ東京ディズニーリゾート2015』
- 『東京ディズニーリゾートグッズコレクション2017』（2016年7月、講談社）
- 『ディズニーファン10月号』（2016年8月、講談社）
- 『ディズニーファン11月増刊号』（2016年9月、講談社）
- 『ディズニーファン5月号』
- 『東京ディズニーリゾートグッズコレクション2018』（2019年12月、講談社）
- 『CM NOW』（玄光社）
- 『I LOVE 東京ディズニーリゾート 2020』（講談社）
- 『ar 2月号』（2022年1月、主婦と生活社）

### CM・広告
- NHKプレマップ「リオ五輪」CM（2016年7月）
- マクドナルド総選挙 キャンペーンCM（2017年1月）
- TSUTAYA「TSUTAYA DISCAS」CM
- デアゴスティーニ・ジャパン「そーなんだ!Navi!」CM
- NISSEN「なかよし共和国」2013春号カタログ
- CANON「新・キレイ！ピクサスのひみつ」
- ベネッセコーポレーション「進研ゼミ高校講座」
- ナルミヤインターナショナル「pom ponette junior」
- セブン&アイホールディングス イトーヨーカドー
- Yahoo! JAPAN「Search for 3.11 検索は応援になる。」チャリティムービー（2018年3月）
- LINE WEB CM《#あいみょん「恋をしたから」 × #LINEXmas 2019「クリスマスに、私はフラれた」(2019年11月)

### その他
- 渋谷LOFT9アイドル倶楽部vol.18（2020年12月8日）
- 夕刊フジ（2021年6月17日、芸能面13P）[17]
- 柚姫の部屋（2021年4月26日 6月7日 10月18日 2022年1月3日、YouTube）
- ABEMA SPECIAL「矢口真里の火曜The NIGHT」（2021年10月26日深夜） - 三田美吹と出演
- 第5回 ももいろ歌合戦（2021年12月31日、日本武道館） - 最強アイドルメドレー2021に出演
- LIVERTINEAGE COLLABORATIONS BY里菜 コラボ商品（2023年）
- PIKOKAILA × 里菜 コラボ商品（2024年）